# ISO 3166-2:CD
Kódy ISO 3166-2 pro Konžskou demokratickou republiku identifikují 25 provincií a 1 hlavní město (stav v roce 2016). První část (CD) je mezinárodní kód pro DR Kongo, druhá část sestává z dvou písmen identifikujících provincii.

## Seznam kódů
```
CD-KN 
Kinshasa
 (město)
CD-BC 
Kongo central

CD-KG 
Kwango

CD-KL 
Kwilu

CD-MN 
Mai-Ndombe

CD-KS 
Kasaï

CD-KC 
Kasaï central

CD-KE 
Kasaï oriental

CD-LO 
Lomami

CD-SA 
Sankuru

CD-MA 
Maniema

CD-SK 
Sud-Kivu

CD-NK 
Nord-Kivu

CD-IT 
Ituri
     
CD-HU 
Haut-Uele

CD-TO 
Tshopo

CD-BU 
Bas-Uele

CD-NU 
Nord-Ubangi

CD-MO 
Mongala

CD-SU 
Sud-Ubangi

CD-EQ 
Équateur

CD-TU 
Tshuapa

CD-TA 
Tanganyika

CD-HL 
Haut-Lomami

CD-LU 
Lualaba

CD-HK 
Haut-Katanga
```